# Apalodium lineare
Apalodium lineare là một loài Rêu trong họ Bryaceae. Loài này được (Schwägr.) Mitt. mô tả khoa học đầu tiên năm 1885.